# Musée de l'Armée polonaise

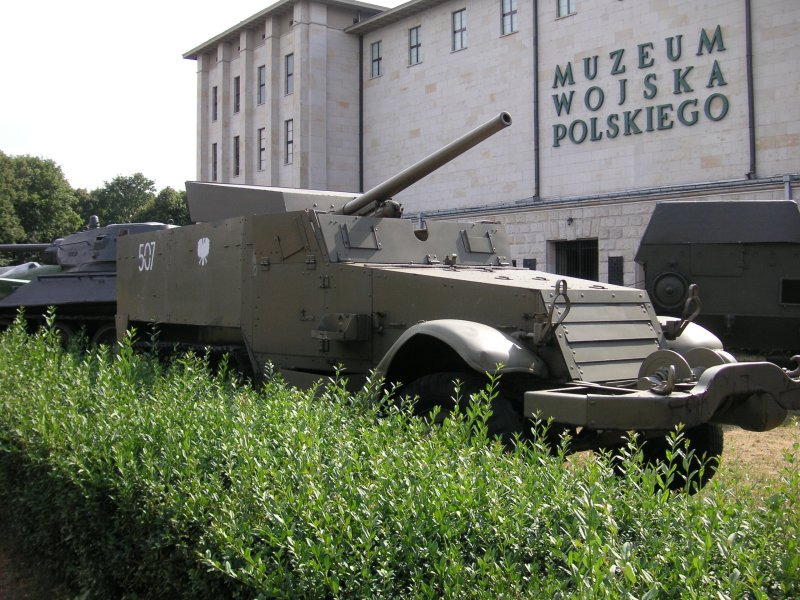
canon automoteur SU-57 devant l'entrée du musée

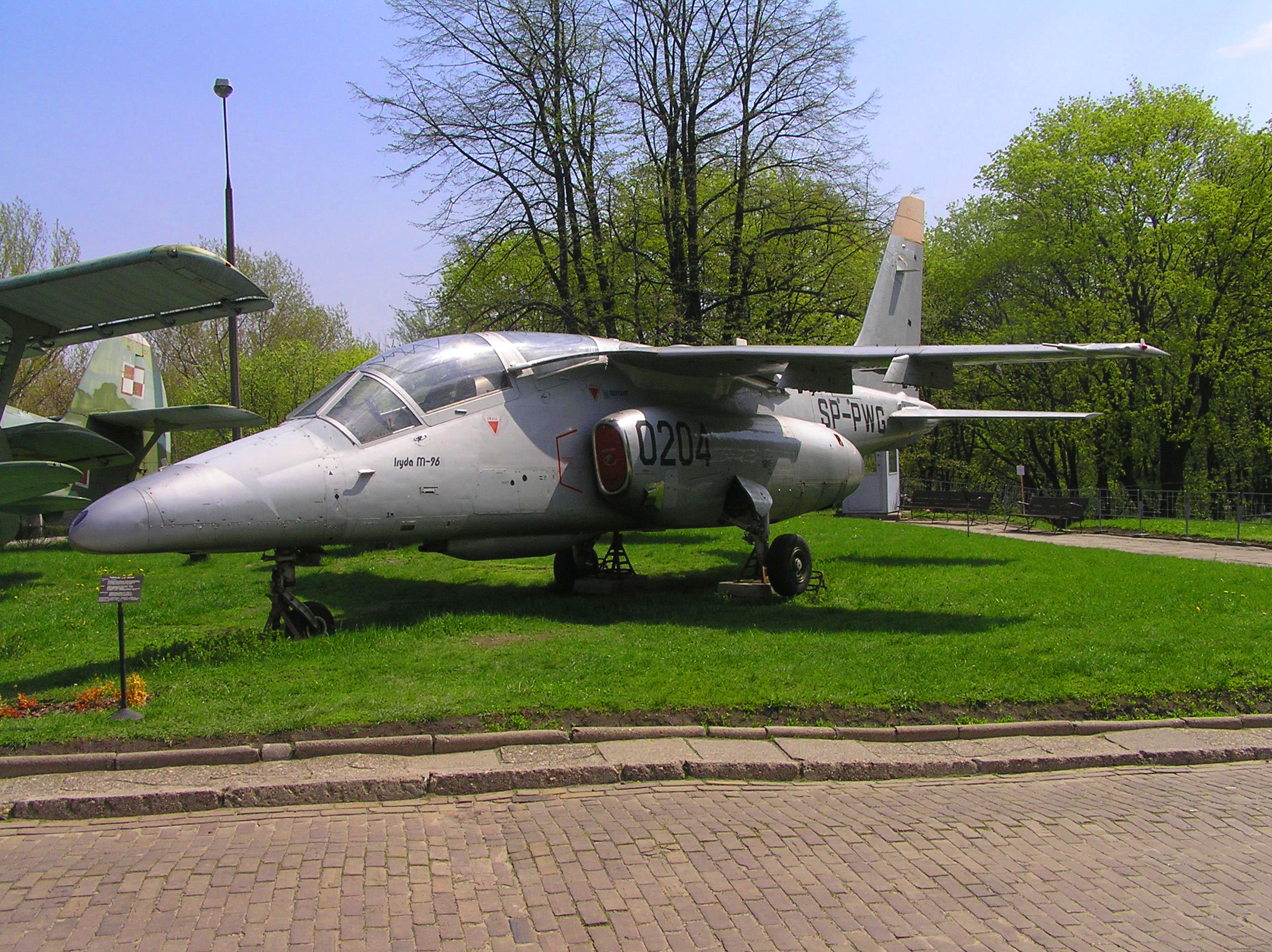
PZL I-22 Iryda

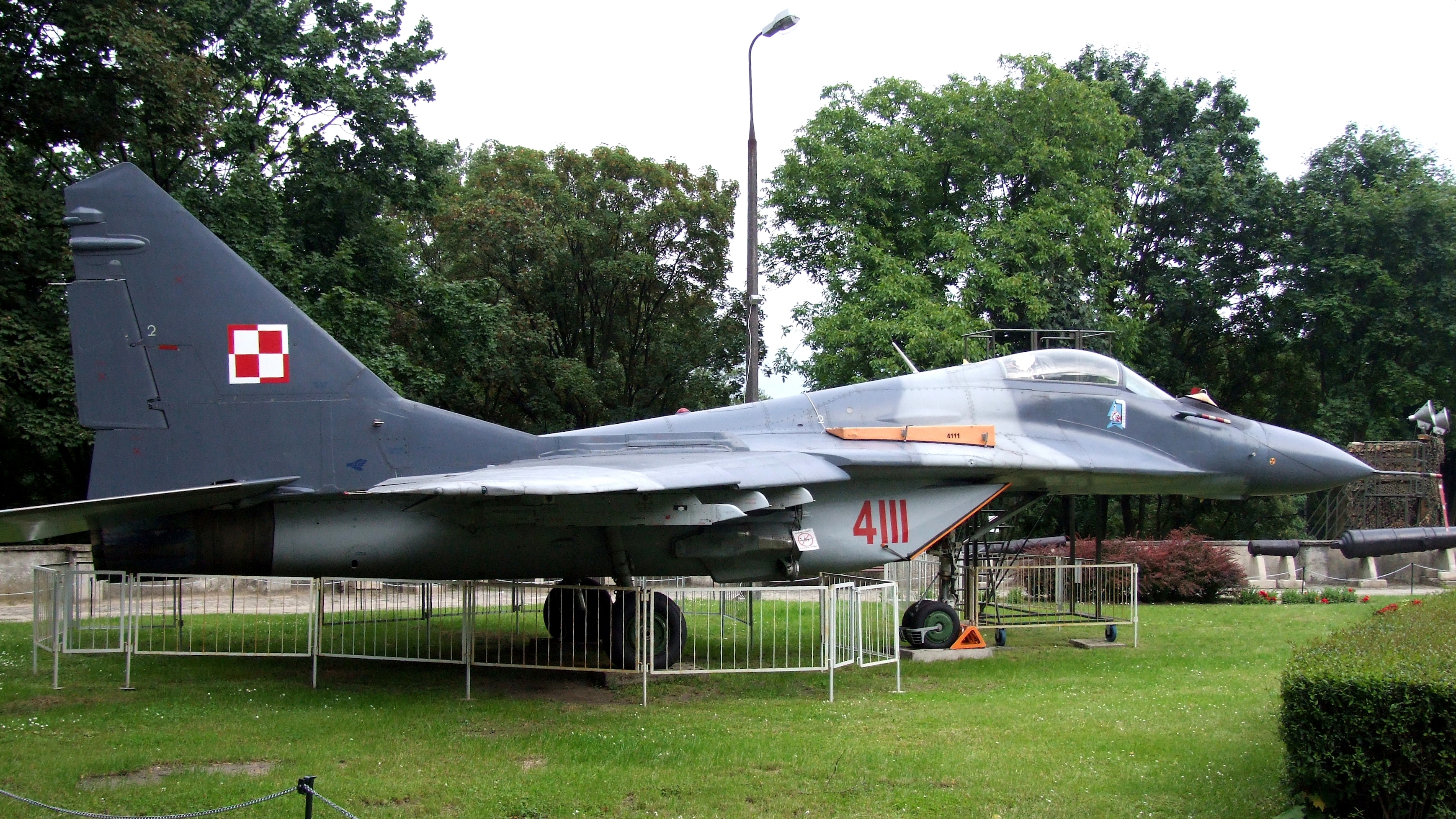
MiG-29

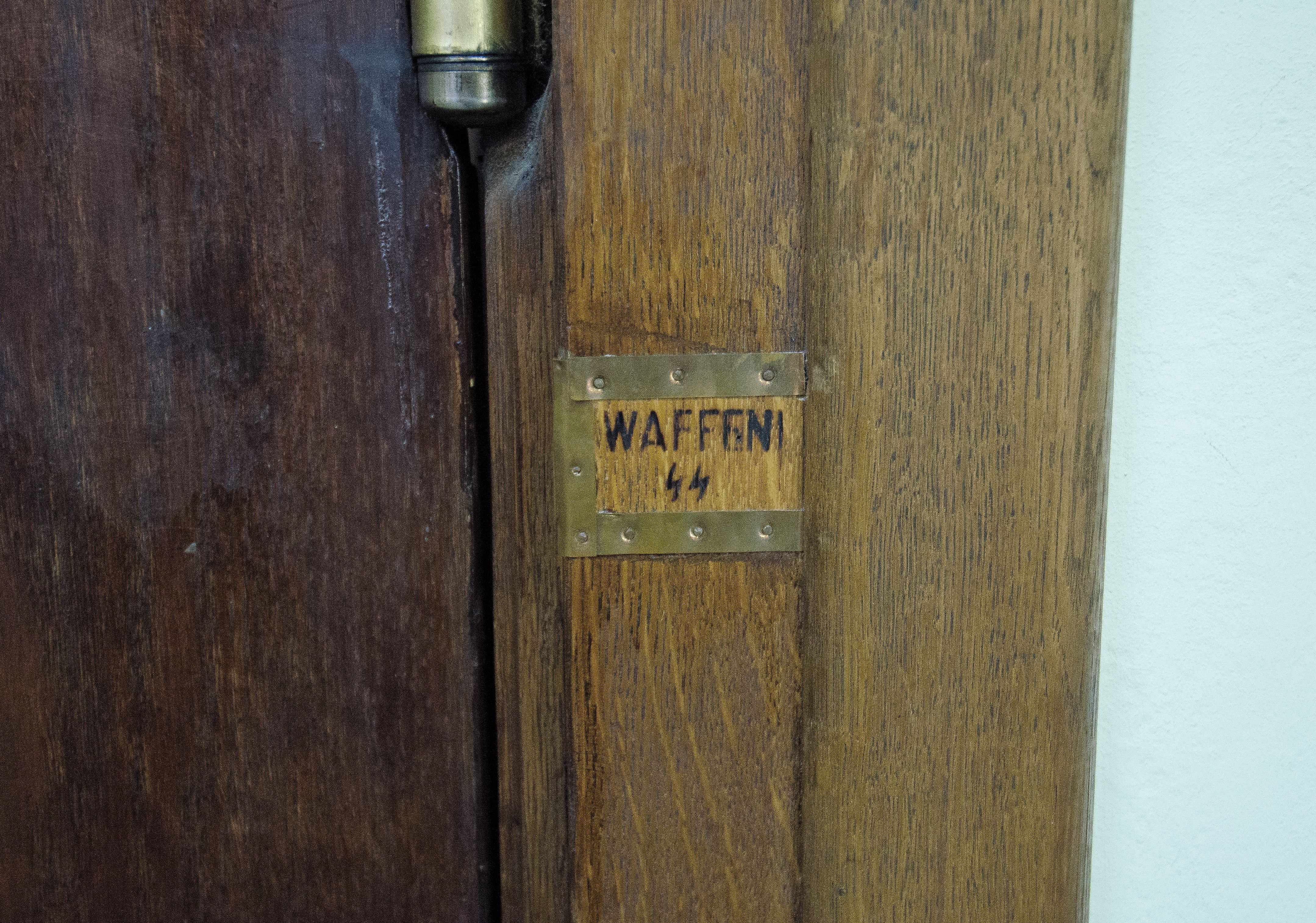
Inscription Waffen SS préservée sur le cadre de la porte d'entrée

Le musée de l'Armée polonaise de Varsovie (en polonais Muzeum Wojska Polskiego w Warszawie) est un musée consacré à l'histoire militaire de la Pologne.

## Histoire
Le musée a été inauguré le 22 avril 1920 par le décret du commandant en chef des forces polonaises et maréchal de Pologne Józef Piłsudski. Son premier directeur était Bronisław Gembarzewski, un historien militaire, muséologue et directeur du Musée national de Varsovie (1916-1936).
En 1933 le musée est transféré dans un nouveau bâtiment où il se trouve toujours. Une part d'objets exposés au musée provient de la collection de souvenirs militaires polonais, collectionnés depuis la première moitié du XIXe siècle par Wincenty Krasiński. En 1939 plus de 60 000 objets y sont exposés. Pendant la Seconde Guerre mondiale la collection est pillée par les Allemands. Le musée rouvre ses portes en 1946 et récupère 40 000 de ses objets.
Une exposition permanente retraçant l'histoire de l'armée polonaise y est présentée, notamment une collection d'armes anciennes (un Szyszak (en) plaqué or ayant appartenu aux premiers souverains chrétiens polonais, armures de joutes, armures de hussards ornées d'ailes d'aigles et de peaux de léopard du XVIIe siècle), d'œuvres d'art, de livres, de documents et de photographies. À l'extérieur sont exposés des avions, des canons et des blindés de la Seconde Guerre mondiale.
Une section du musée se trouvait dans le fort Czerniakowski situé rue Powsińska. Elle présentait la technologie militaire polonaise, des nombreux avions et chars y ont été exposés. Une autre section y a aussi abrité le musée de Katyń.
Les deux sections de la rue Powsińska ont été fermées en 2009 et ont été transférées en 2014 à la citadelle de Varsovie.

## Les collections
Le musée de l'Armée polonaise à Varsovie abrite plus de 250 000 objets dont :
- Un reliquaire gothique pris sur l'ordre Teutonique pendant la bataille de Grunwald en 1410 et déposé par le roi Ladislas II Jagellon à la cathédrale de Gniezno.
- Des armures et casques de combat : un casque doré du Xe-XIe siècle, une armure de l'hetman Krzysztof Radziwiłł du XVIe siècle, une armure de hussard du XVIIe siècle ayant appartenu à Stanisław Skórkowski, secrétaire du roi Ladislas IV, une armure de tournois du XVIe siècle, casque de parade du XVIe siècle ayant appartenu à Jean Tarnowski, une cotte de mailles du roi Jean II Casimir Vasa.
- Des sabres : appartenant aux rois Étienne Báthory et Stanisław August Poniatowski, à l'hetman Jan Zamoyski, aux généraux Jean-Henri Dombrowski, Marian Langiewicz et Władysław Sikorski, ainsi qu'au maréchal Józef Piłsudski.
- une masse d'armes du XVIIe siècle de l'hetman Stanisław Jabłonowski.
- des uniformes : la casquette et la veste de Józef Piłsudski, les uniformes des généraux : Józef Haller, Władysław Sikorski, Zygmunt Berling, Jan Henryk Dabrowski et Stanisław Sosabowski et des colonels Jan Leon Kozietulski,  Stanisław Rostworowski et Wacław Sieroszewski.
- des selles : de l'hetman Stefan Czarniecki, selle de couronnement du roi Stanislas Leszczynski, selle de Napoléon Ier de la campagne d'Égypte, selle de Jan Henryk Dabrowski.
- des avions : PZL TS-8, PZL TS-11, PZL-130 Orlik, PZL I-22 Iryda, Antonov An-26, Mikoyan-Gourevitch MiG-23 (rue Powsińska), Su-20, Iliouchine Il-2.
- des hélicoptères : un Mi-24 probablement l'unique exemplaire en Pologne dont l'intérieur est accessible aux visiteurs.
- des  chars de combat : un TKS utilisé en 1939, un T-34 de 1942, une automitrailleuse Kubuś, ainsi que le chenillé Goliath pris par les insurgés de Varsovie en août 1944.
- l'artillerie : cinq canons en bronze des XVIe et XVIIe siècles, canon antichar wz. 36 de 37 mm « Bofors ».
- des armes à feu : un pistolet-mitrailleur Mors (un des trois exemplaires préservés dans le monde) construit par  Piotr Wilniewczyc et Jan Skrzypiński, un pistolet-mitrailleur Błyskawica, un pistolet-mitrailleur Bechowiec, une mitrailleuse wz. 30, et un pistolet Radom Vis 35 portant le numéro de série 0003.

## Curiosités
Sur le cadre de la porte d'entrée est apposé un écriteau Waffen-SS, datant de la Seconde Guerre mondiale pendant laquelle le bâtiment du musée abritait un entrepôt SS.

## Sections du musée
- Musée de la technologie militaire polonaise (rue Powsińska)
- Musée de Katyń (rue Dymińska 13)